# What Happens Next
What Happens Next é o 16º álbum solo de estúdio do guitarrista virtuoso estadunidense de rock instrumental Joe Satriani. Ele foi lançado em 12 de janeiro de 2018, com o selo Sony/Legacy Recordings, e conta com as participações de Glenn Hughes no baixo elétrico e de Chad Smith na bateria
O solo de guitarra da música Thunder High on the Mountain figurou na 18ª posição entre os melhores solos de guitarra da década de 2010, em uma enquete realizada pela internet com os leitores da revista Guiar World Magazine.

## Faixas
Todas as faixas foram compostas por Joe Satriani
| N.º            | Título                         | Duração |  |
| 1.             | "Energy"                       | 3:27    |  |
| 2.             | "Catbot"                       | 3:38    |  |
| 3.             | "Thunder High on the Mountain" | 4:46    |  |
| 4.             | "Cherry Blossoms"              | 4:29    |  |
| 5.             | "Righteous"                    | 3:34    |  |
| 6.             | "Smooth Soul"                  | 3:51    |  |
| 7.             | "Headrush"                     | 3:35    |  |
| 8.             | "Looper"                       | 3:43    |  |
| 9.             | "What Happens Next"            | 4:24    |  |
| 10.            | "Super Funky Badass"           | 7:35    |  |
| 11.            | "Invisible"                    | 4:11    |  |
| 12.            | "Forever and Ever"             | 4:04    |  |
| Duração total: | Duração total:                 | 51:17   |  |

## Créditos musicais
- Joe Satriani - guitarra elétrica
- Glenn Hughes - baixo elétrico
- Chad Smith - bateria

## Recepção
| Críticas profissionais | Críticas profissionais |
| Avaliações da crítica  | Avaliações da crítica  |
| Fonte                  | Avaliação              |
| ---------------------- | ---------------------- |
| Allmusic               | [ 6 ]                  |
| Metal Wani             | [ 7 ]                  |
| Blues Rock Review      | [ 8 ]                  |

Stephen Thomas Erlewine, do site "AllMusic.com", deu-lhe uma pontuação de "3.5", de 5. Daniel Jaramillo, do site Metal Wani, deu-lhe uma pontuação de "8.5", de 10. E Bob Gersztyn, do site Blues Rock Review, deu-lhe uma pontuação "9". de 10.

### Desempenho nas Paradas Musicais
| Parada Musical (2018)                 | Desempenho |
| ------------------------------------- | ---------- |
| Australian Albums (ARIA)              | 20         |
| Áustria (Ö3 Austria Top 40)           | 53         |
| Bélgica (Ultratop Flandres)           | 75         |
| Bélgica (Ultratop Valônia)            | 93         |
| Canadá (Billboard)                    | 45         |
| República Tcheca (ČNS IFPI)           | 18         |
| Países Baixos (Dutch Charts)          | 61         |
| Finlândia (Suomen virallinen lista)   | 50         |
| Alemanha (Offizielle Deutsche Charts) | 51         |
| Hungria (MAHASZ)                      | 26         |
| Italian Albums (FIMI)                 | 74         |
| New Zealand Heatseeker Albums (RMNZ)  | 4          |
| Polónia (ZPAV)                        | 22         |
| Escócia (Official Scottish Albums)    | 22         |
| Espanha (PROMUSICAE)                  | 33         |
| Suíça (Schweizer Hitparade)           | 9          |
| Reino Unido (Official Albums Chart)   | 40         |
| Estados Unidos (Billboard 200)        | 42         |